# Šafrán setý
Šafrán setý (Crocus sativus) je hlíznatá, velmi stará kulturní rostlina z čeledi kosatcovité, pěstovaná pro čnělky svých květů, které jsou vysoce ceněným kořením šafránem.

## Popis
Šafrán setý je blízkým příbuzným okrasných šafránů (Crocus vernus – šafrán jarní). Pochází ze západní Asie. Na podzim kvete fialovým květem, v každém květu jsou tři nitkovité, 2–3 cm dlouhé purpurově hnědé čnělky (někdy nesprávně nazývané blizny), které se sklízejí ručně, odštípnutím. Neexistuje žádný stroj, který by jakkoliv ulehčil sběr čnělek, a tento fakt, společně s malým množstvím takto získaného koření (přes 100 000 čnělek váží jen asi 1000 g), je důvodem vysoké ceny šafránu. V současnosti je to nejdražší koření na světě. Vzácnost šafránu daná jeho vysokou cenou se odráží v českých frazémech "je toho/mít něčeho jako šafránu", "šetřit s něčím jako se šafránem".
Nejvíce se pěstuje v Íránu, Španělsku, v jižní Francii, v severní Africe a Latinské Americe. Podporuje zažívání, malé dávky mají mírně afrodiziakální účinky, vyšší dávky vyvolávají překrvení vnitřních orgánů, bolesti hlavy. Užívá se ve španělské, latinskoamerické, francouzské a orientální kuchyni. Ochucuje a barví pokrmy.

## Synonyma a místní, nebo lidové názvy
Šafrán setý byl možná v historii, v některých krajích, podle jednoho zdroje česky lidově nazýván také krokus setý, krocin, krocinka, kročec, krokus, šafrán pravý, šefra, šefra jedlá, šefráň.
Možný zlidovělý, nebo slangový název „krokus“ vyplývá z používání latinského rodového názvu Crocus pro šafrán. Český triviální název krokus se však obvykle vztahuje na rod bylin šafrán, bez určení druhu (např. vysázet krokusy, kvetoucí krokus). Nebývá používáno jako rodové jméno pro český dvouslovný název u rostliny šafrán setý, jako krokus setý. Název krokus jako rodové jméno v dvouslovném českém systematickém názvu je naproti tomu takto někdy používáno pro některé okrasné druhy tohoto rodu. Například druh šafrán jarní (Crocus vernus) bývá označován i synonymem krokus jarní.
Pro šafrán (Crocus), jako rod rostlin, se tedy český triviální nebo lidový název krokus používá běžně, avšak pro šafrán setý (Crocus sativus) jako druh se v současnosti systematické označení krokus setý nepoužívá.

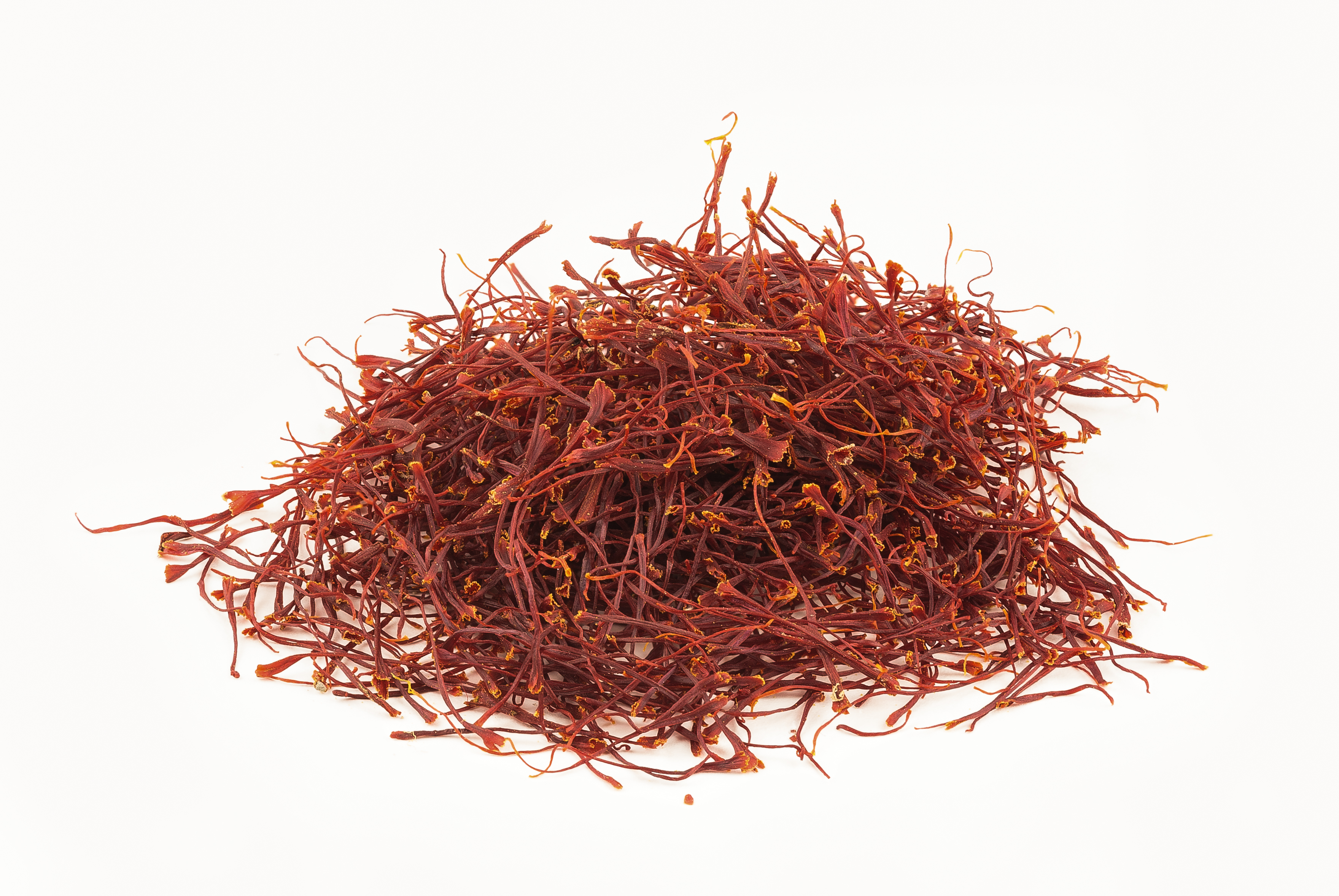
Sušené čnělky šafránu